# Meurtres sur la dixième avenue
Pour plus de détails, voir Fiche technique et Distribution.
Meurtres sur la dixième avenue (titre original : Slaughter on Tenth Avenue) est un film américain d'Arnold Laven sorti en 1957.

## Synopsis
William Keating, procureur à la cour, est désigné pour enquêter sur la tentative de meurtre du docker Solly Pitts. Très vite, il soupçonne le truand Eddie Cook, auteur de nombreuses violences. Mais la victime ainsi que tous les témoins de la scène refusent de témoigner contre celui-ci...

## Fiche technique
- Titre original : Slaughter on Tenth Avenue
- Réalisation : Arnold Laven
- Scénario : Lawrence Roman d'après le livre de William J. Keating et Richard Carter
- Directeur de la photographie : Fred Jackman Jr.
- Montage : Russell F. Schoengarth
- Musique : Herschel Burke Gilbert (non crédité)
- Costumes : Bill Thomas
- Production : Albert Zugsmith
- Genre : Film policier
- Pays :  États-Unis
- Durée : 103 minutes
- Date de sortie :
  -  États-Unis : 1er septembre 1957
  -  France : 19 février 1958
- Affiches : Constantin Belinsky, Boris Grinsson (France)

## Distribution
- Richard Egan (VF : Jean-Claude Michel) : William « Bill » Keating
- Jan Sterling (VF : Nadine Alari) : Madge Pitts
- Dan Duryea (VF : Pierre-Louis) : John Jacob « Jac » Masters
- Julie Adams (VF : Thérèse Rigaut) : Daisy « Dee » Pauley
- Walter Matthau (VF : Jacques Beauchey) : Al Dahlke
- Charles McGraw (VF : Claude Péran) : Lieutenant Anthony Vosnick
- Sam Levene (VF : Pierre Gay) : Howard Rysdale
- Mickey Shaughnessy (VF : Pierre Morin) : Solly Pitts
- Harry Bellaver (VF : Jean Daurand) : Benjy Karp
- Nick Dennis (VF : Pierre Leproux) : le docker
- Joe Downing (VF : Georges Hubert) : Eddie « Cockeye » Cook
- Ned Wever (VF : Gérard Férat) : Capt. Sid Wallace
- Billy M. Greene (VF : René Blancard) : Monk Mohler
- John McNamara (VF : Michel Gudin) : le juge Craiger
- Amzie Strickland : Mme Cavanagh
- Joseph Carr (VF : Jean Violette) : Gus (Gussie en VF)
- Gil Frye (VF : Jacques Marin) : l'huissier du tribunal
- Tom Kennedy (non crédité) : un gardien des quais